# Islande aux Jeux olympiques d'hiver de 1984
L'équipe olympique d'Islande a participé aux Jeux olympiques d'hiver de 1984 à Sarajevo en Yougoslavie. Elle prit part aux Jeux olympiques d'hiver pour la neuvième fois de son histoire et son équipe formée de cinq athlètes ne remporta pas de médaille.